# PinePhone
Le Pinephone est un smartphone fabriqué par la société Pine64 (ou Pine Microsystems) basée à Hong Kong dont le but est d'offrir un contrôle total à l'utilisateur sur le smartphone. Les récentes versions de l'appareil ont été livrés avec Manjaro bien que beaucoup d'autres distributions existent. Le 15 octobre 2021 est annoncé une version augmentée, le PinePhone Pro.

## Description
Il s'agit d'un smartphone personnalisable, exécutant une gamme de systèmes d'exploitation mobiles de type Linux développés par des indépendants mais jamais par la société. De nombreux composants sont vissés plutôt que soudés en place, le téléphone étant ainsi démontable plus simplement. Le téléphone possède des commutateurs de coupure matériels (hardware kill switches) et des commutateurs de sécurité (security switches), accessibles en enlevant la coque du téléphone. Le port jack audio peut servir de port de debug de type port série UART, via un adaptateur.
Pine Microsystems a commencé à prendre des commandes pour une version « Brave Heart », orientée développeurs, le 15 novembre 2019 pour une livraison en décembre/janvier. La première édition grand public, initialement prévue pour mars 2020, est disponible sous le nom de « UBports Community Edition » en partenariat avec la fondation UBports. Elle est dotée du système d'exploitation Ubuntu Touch.
En août 2020, Pine64 devient un partenaire officiel de l'écosystème d'ARM,
Le multiboot est géré par P-Boot, permettant de choisir entre différentes préinstallées dans l'eeprom de l'appareil
.

## Gestion des caméras
En octobre 2020, l'application libre de caméra en GTK4, Megapixels, principalement développée, commence à gérer la mise au point automatique du capteur OV5640 d'Omnivision en utilisant son processeur 8051 embarqué, la correction des couleurs est également gérée en coopération avec V4L2, est placée dans les fichiers RAW pour utilisation avec les logiciels de dématricages tels RawTherapee. La gestion du HDR est également ajoutée. En mai 2021, l'application, permet de visualiser une vue dématricée de sa captation, via l’accélération 3D d'OpenGL, GTK version 4.1 ayant amélioré la gestion de ce dernier avec le nouveau moteur NGL, permettant ainsi d'avoir une utilisation fluide de la caméra.

## Différence et controverse, fin du PinePhone Community et remplacement par le PinePhone Pro
Jusqu'en 2021, PinePhone comptait principalement sur le soutien de quatre distributions, pour permettre l'usage de son appareil, via la gamme Community Edition : 
- l'amorçage du système se faisait via microsd
- Quatre distributions portaient l'appareil comme produit phare : PostmarketOS, UBtouch, Maemo Leste et Mobian.

L'ingénieur Martijn Braam contribua au support de l'appareil photo sur PostmarketOS, mais il quitta l'équipe PinePhone, lorsque différents changements furent imposés :
- l'amorçage du système se fit via u-Boot, pour amorçer Manjaro Linux, spécifiquement
- Seule Manjaro Linux fut retenue comme distribution officielle de l'appareil, alors que leur contribution était très maigre par rapport aux autres Linux Mobiles cités précédemment
- PinePhone ne modifia ses produits qu'en accord avec les équipes de Manjaro
- le PinePhone Community Edition fut arrêté et remplacé par le PinePhone Pro.

Ce à quoi, PinePhone fut contraint de répondre à ces choix mal reçus par les communautés.

## Liste des systèmes d'exploitation compatibles avec le PinePhone
- PostmarketOS
- Mobian
- Nemo Mobile
- Manjaro Mobile